# Auliscomys
Auliscomys é um gênero de roedores da família Cricetidae.

## Espécies
- Auliscomys boliviensis (Waterhouse, 1846)
- Auliscomys pictus (Thomas, 1884)
- Auliscomys sublimus (Thomas, 1900)